# Illa Gran de Chiloé
L'illa Gran de Chiloé (en castellà Isla Grande de Chiloé), davant la costa de Xile, és una illa del Pacífic, la principal de l'arxipèlag de Chiloé, pertanyent a la regió de Los Lagos. Fa uns 190 quilòmetres de longitud per uns 55-65 quilòmetres d'ample. Amb una superfície total de 8.394 km², és la segona illa més gran de Xile, després de l'illa de Xàtiva.
Està separada de la costa continental xilena pel canal de Chacao al nord i pels golfs d'Ancud i Corcovado a l'est; a l'oest limita amb l'oceà Pacífic i al sud, amb l'arxipèlag de Chonos. És travessada de nord a sud per la Cordillera de la Costa, que rep els noms locals de Cordillera del Piuchén o de San Pedro a la seva part nord i de Pirulil a la part sud. A la costa occidental es troba el Parc Nacional de Chiloé.
La capital és la ciutat de Castro, a la costa oriental; l'altra ciutat principal és Ancud, a la costa nord-occidental. Totes dues ciutats voregen els 40.000 habitants. Altres ciutats menors són els ports orientals de Quellón, Dalcahue i Chonchi. La població total de l'illa era de 154.775 habitants el 2002.
L'àrea es caracteritza per la seva gran activitat marítima i per les tradicions dels seus habitants, amb una forta presència religiosa manifestada en les seves esglésies i festivitats (les curioses esglésies de fusta de Chiloé han estat declarades Patrimoni de la Humanitat per la UNESCO). Hi destaquen també els objectes artesans teixits amb fibres i llana, i també de fusta, i els palafits (construccions sobre pilars damunt l'aigua).
L'accés a l'illa s'assoleix per la carretera CH-5, a través d'un transbordador que es pren a Pargua, que creua el canal de Chacao i, després d'uns 25 minuts de navegació, s'arriba a la localitat del mateix nom.

## Història
A l'arribada dels espanyols, l'illa estava poblada pels chonos, els huilliches i els cuncos. Els chonos eren caçadors i recol·lectors nòmades que es desplaçaven en embarcacions anomenades dalcas, mentre que els altres dos pobles es dedicaven al cultiu de patates, blat de moro i pèsols i a la ramaderia d'auquènids.
El 1540, Alonso de Camargo va albirar les costes de Chiloé mentre viatjava al Perú. En una expedició organitzada per Pedro de Valdivia, el capità Francisco de Ulloa va arribar al canal de Chacao el 1553 i va recórrer les illes de l'arxipèlag.
El 1558, García Hurtado de Mendoza inicia una altra expedició que pren possessió d'aquestes illes per a la corona espanyola. El 1567 comença el procés de conquesta a Chiloé i es funda la ciutat de Castro. L'illa va ser batejada originàriament amb el nom de Nueva Galicia, però aquest terme no va prosperar i es va mantenir la paraula huilliche Chiloé, que significa "lloc de chelles" (una gavina blanca amb el cap negre).

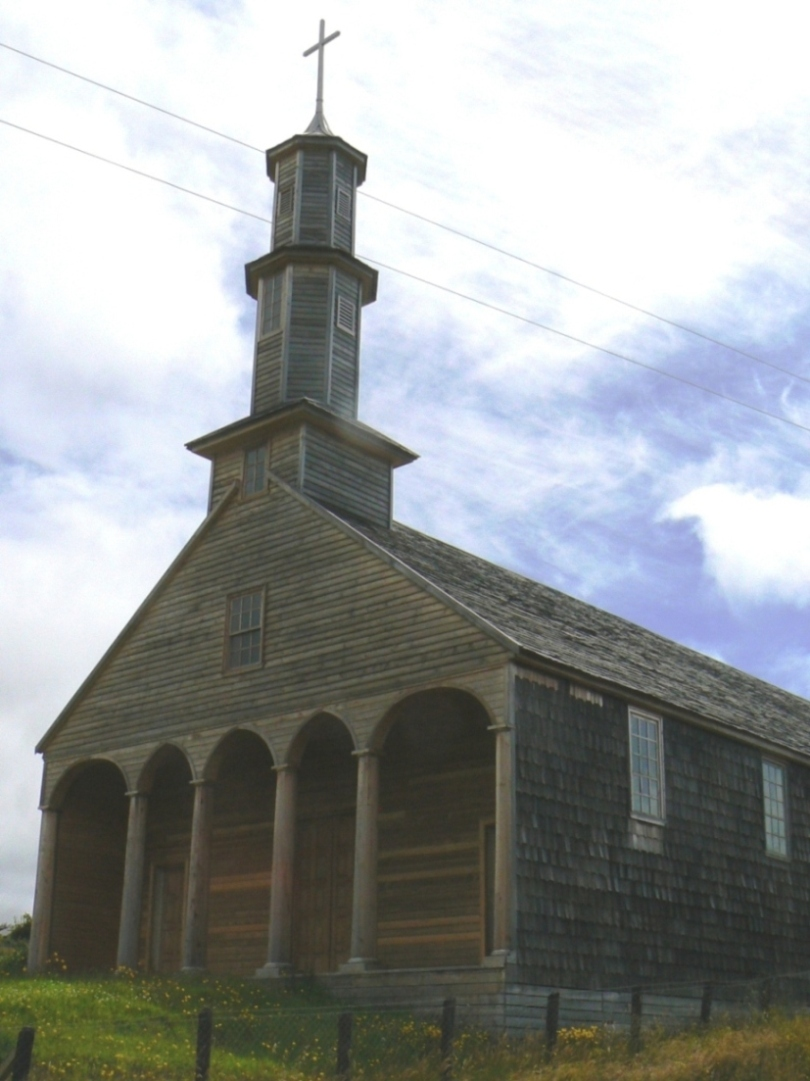
Església de Vilupulli, construïda al començament del segle XIX

Els jesuïtes, encarregats de l'evangelització, van anar fent capelles per tot l'arxipèlag; cap al 1767 ja n'hi havia 79, i avui dia es poden trobar més de 150 temples de fusta a l'estil tradicional. Després de l'expulsió de la població jesuïta el 1767, l'orde franciscà va assumir l'assistència religiosa de l'illa des del 1771.
El procés d'independència xilena va passar desapercebut a Chiloé i, de fet, va ser l'últim reducte espanyol a l'Amèrica del Sud. Va passar a formar part de Xile només el 1826, 8 anys després de la independència de l'Estat xilè i després de les campanyes fallides de 1820 i 1824.
En el segle xix va ser centre de proveïment dels baleners estrangers. Des de mitjan segle xix i fins a principis del segle xx, Chiloé va ser el principal productor de travesses per a ferrocarrils de tot el continent. A partir de llavors van començar a formar-se nous pobles dedicats a la indústria; d'aquesta època són Quellón, Dalcahue, Chonchi i Quemchi. Des de 1895 es van anar lliurant terres a colons europeus i també a grans indústries productores.
Amb l'auge de la ramaderia, es va començar a ocupar la zona interior de l'illa, ja que abans només se n'havia ocupat la costa. Amb la construcció del ferrocarril entre Ancud i Castro el 1912 es va completar l'ocupació de les terres interiors. Aquest ferrocarril avui es troba fora de servei.
A la fi del segle xx, Chiloé va seguir el model imposat a tot Xile i va experimentar canvis en els seus sistemes de vida. Les noves empreses d'aqüicultura, com les de salmó, van portar beneficis per als residents de l'illa, com la generació de llocs de treball, però també problemes, com l'alteració dels ecosistemes.
El 1972 es va presentar per primera vegada el projecte de construcció d'un pont que permetés unir l'illa Gran amb el territori continental. La idea de la construcció d'aquest viaducte només començaria a concretar-se durant el govern de Ricardo Lagos, el qual va llançar el projecte com a part de les obres de celebració del Bicentenari de Xile. No obstant això, durant el 2006, el projecte del Pont del Bicentenari va ser cancel·lat tan bon punt el cost estimat va superar amb escreix el pressupostat inicialment.

## Ciutats
Les ciutats principals són:

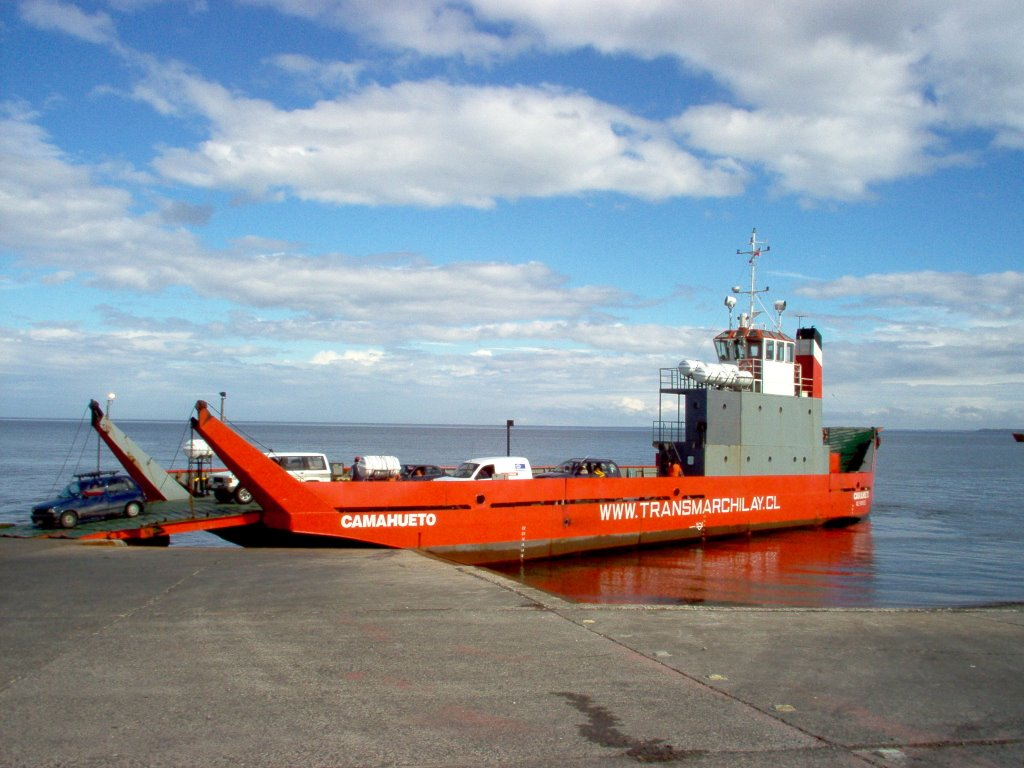
Transbordador després de creuar el canal de Chacao

- Ancud (39.946 habitants). Data de 1767. Va ser la capital de la província de Chiloé fins a 1982 i és la segona ciutat més important de l'illa. Compta amb el Museu Regional d'Ancud, que conserva objectes històrics, artesanals i representacions d'éssers mitològics; també s'hi troba la Catedral de San Carlos, una bella construcció abans del terratrèmol.
- Castro (39.366 habitants). Aquesta ciutat portuària és la capital de la província de Chiloé des de 1982. És la tercera ciutat més antiga de Xile amb existència continuada, ja que es va fundar el 1567. Hi destaquen els palafits (els únics que queden a tota l'illa), el mercat i l'església de San Francisco, declarada Monument Nacional. Al municipi de Castro es troba part del Parc Nacional de Chiloé.
- Chonchi (12.572 habitants). Es coneix com la "ciutat dels tres pisos", caracteritzada per les seves construccions en fusta de xiprer. El seu origen és de 1754. Té un bell passeig marítim. S'hi troba l'entrada al Parc Nacional de Chiloé i la major part de la seva superfície.
- Dalcahue (12.842 habitants). Població pròspera, famosa per la seva fira artesanal dels diumenges al matí. Allà es poden adquirir teixits i cistelleria provinents de les localitats veïnes. És pas obligat per creuar a l'illa de Quinchao.
- Queilén (5.138 habitants). Petit port situat en una llarga península. Els jesuïtes s'hi van establir al segle xviii, però el poble només va poder sorgir a final del segle xix. Es troba a gairebé mitja hora de Chonchi.
- Quellón (21.823 habitants). La tercera ciutat més gran de Chiloé va ser fundada el 1906 per una companyia destil·latòria que va decaure el 1952. El seu nom originari era Llauquil.
- Quemchi (8.689 habitants). El municipi de Quemchi té com a activitats productives rellevants la pesca i l'agricultura. Hi va néixer un dels escriptors més importants de Xile, Francisco Coloane.